# 龍蘇郡
龙苏郡，中国南北朝时设置的郡。作𢤱苏郡、陇苏郡。
南朝宋设置陇苏郡，治今广西壮族自治区浦北县东北苏村附近。属越州。南齐置龙苏县为郡治，即今广西壮族自治区浦北县北十里苏村。南朝梁沿置，南朝陈下辖龙苏县、大廉县。隋文帝开皇九年（589年）隋灭陈，废龙苏郡，县属越州。